# Canova (cràter)

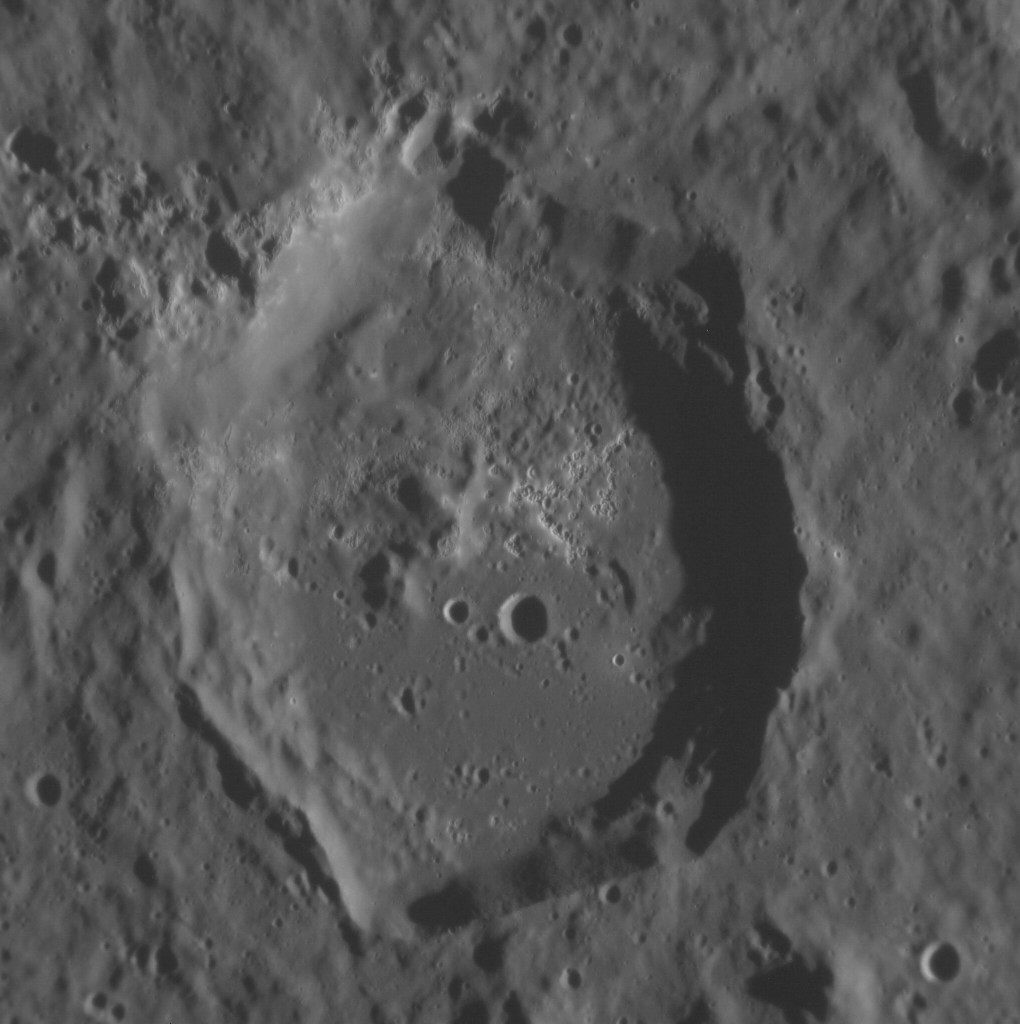
Imatge del cràter Canova realitzada per la sonda Messenger.

Canova és un cràter d'impacte en el planeta Mercuri situat amb el sistema de coordenades planetocèntriques a 26.15 ° latitud N i 3.16 ° longitud E, i fa 46 km de diàmetre. Porta el nom d'Antonio Canova, escultor italià, i el seu nom va ser aprovat per la Unió Astronòmica Internacional el cinc de setembre de 2018.